# Libert Froidmont

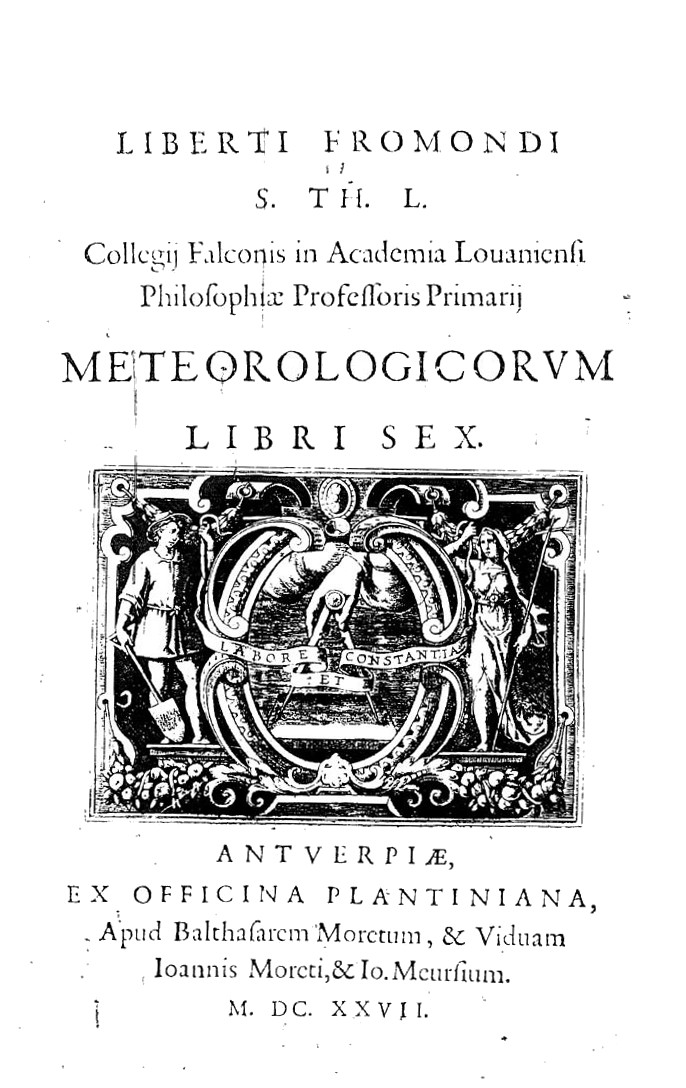
Meteorologicorum libri Sexo, 1627

Libert Froidmont (Latín: Libertus Fromondus, 3 de septiembre de 1587 a Haccourt-Liège – 28 de octubre de 1653 a Lovaina) fue un teólogo y científico de Liége. Fue un compañero próximo a Cornelius Jansen y mantuvo correspondencia con René Descartas. Su papel es importante en la compleja evolución de las posiciones oficiales de la Iglesia frente a la revolución copernicana, en el periodo que siguió al decreto de 1616.

## Biografía
Hijo de Gerard Libert de Froidmont y Marguerite Radoux, Froidmont fue educado por los jesuitas en su natal Haccourt Liège y estudió filosofía a Lovaina en el colegio Falcon. Se hizo amigo de Jansenius , pero no continuó sus estudios y en su lugar fue a enseñar primero en Amberes y más tarde en Lovaina. Sus intereses científicos lo llevan a publicar en física y en matemáticas. Reconociéndolo como una autoridad en meteoros, Descartas le envió sus Essais, que Froidemont recibió fuerza criticament.
La revolución científica ya estaba en marcha, pero Froidmont, que estaba muy informado en muchas cuestiones científicas, mantuvo una visión aristotélica tradicionalista. Mientras que la enseñanza de la filosofía que él también empezó a estudiar teología y obtuvo el doctorado en 1628. Mientras tanto se había convertido en seguidor de Jansenius que dejó a su cura la publicación de su obra póstuma Augustinus. Froidmont heredó de él la cátedra de Escritura a Lovaina.

## Obras
- Coenae saturnalitiae, variatiae Sueño sive Peregrinatione coelesti (Louvain, 1616)
- Dissertatio de comilla anni 1618 (Amberes, 1619)
- Meteorologicum libri VI (Amberes, 1627)
- Labyrinthus sive de compositione continui (Amberes, 1631)
- Commentarii in libros Quaestionum naturalium Senecae (Amberes, 1632)
- Anti-Aristarchus sive orbis terrae immobilis adversus Philippum Lansbergium (Amberes, 1634)
- "Philosophia Christiana de Anima" (1649), donde habla de la "novacula occami". de Ockham